# Barnimer Busgesellschaft
Die Barnimer Busgesellschaft mbH (BBG) ist der Betreiber des öffentlichen Personennahverkehrs (ÖPNV) im Landkreis Barnim und der Region Bad Freienwalde im Landkreis Märkisch-Oderland. Der Betriebssitz befindet sich in Eberswalde. Die Gesellschaft betreibt auch den Oberleitungsbus Eberswalde, einen von nur noch drei deutschen Oberleitungsbus-Betrieben.

## Geschichte
Nach der Auflösung des Kommunalen Wirtschaftsunternehmens (KWU) wurde am 1. Mai 1951 der VEB Verkehrsbetriebe Eberswalde als eigenständiger Betrieb gegründet. Am 1. April 1953 erfolgte die Gründung des VEB Kraftverkehr Eberswalde, der neben dem regionalen Personentransport auch für den Speditionsverkehr zuständig war. Am 1. Januar 1963 wurde der Kraftverkehrsbetrieb in Bad Freienwalde und am 30. Juni 1963 der Betrieb in Bernau dem Kraftverkehr in Eberswalde unterstellt.
Mit dem Zusammenschluss der Städte Eberswalde und Finow am 22. März 1970 war es erforderlich, ein neues System für den innerstädtischen Nahverkehr zu schaffen, um den Bedürfnissen der Bürger der neuen Stadt gerecht zu werden. In Vorbereitung dieser Neuordnung wurde der VEB Verkehrsbetriebe Eberswalde zum 1. Januar 1970 als neuer Zweigbetrieb dem VEB Kraftverkehr Eberswalde-Finow angegliedert. Am 1. Juli 1970 verlor der Betrieb einen wichtigen Teil seiner Entscheidungsfreiheit, als er Teil des bezirklich geleiteten VEB Verkehrskombinats Frankfurt (Oder) wurde.
Kurz vor Beginn der Währungsunion zwischen der DDR und der Bundesrepublik Deutschland erfolgte am 28. Juni 1990 die Herauslösung des von der Treuhandanstalt verwalteten VEB Kraftverkehrs Eberswalde-Finow aus dem Kombinat und die Umwandlung in eine Kapitalgesellschaft mit dem Namen Verkehrs- und Speditionsgesellschaft mbH. Am 20. Juli 1992 wurde die Gesellschaft rückwirkend zum 1. Januar 1992 in zwei Kapitalgesellschaften aufgeteilt – die Barnimer Busgesellschaft mbH als Betreiberin des ÖPNV und die Eberswalder Speditionsgesellschaft mbH Dettendorfer und Partner als Betreiberin des Güterverkehrs. Die Betriebsteile in Bernau und Bad Freienwalde blieben der Barnimer Busgesellschaft als Zweigniederlassungen erhalten. Am 4. August 1997 trat das Unternehmen dem Verkehrsverbund Berlin-Brandenburg (VBB) bei, dessen Start am 1. April 1999 erfolgte.

## Kennzahlen

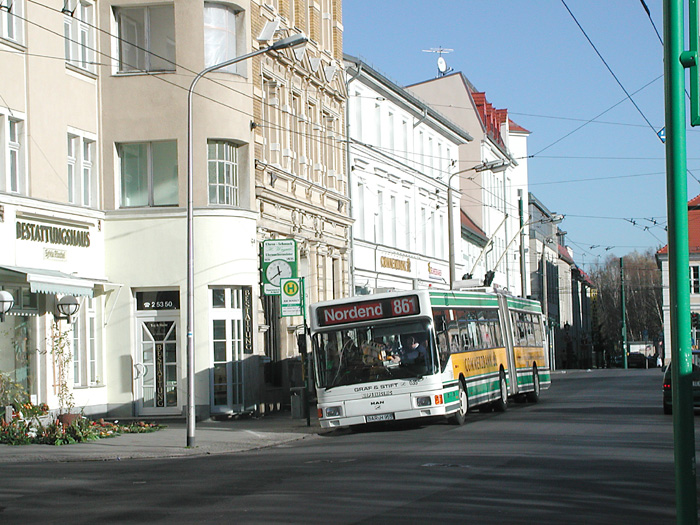
ÖAF Gräf & Stift GE 110 M16-Obus in Eberswalde

Die Barnimer Busgesellschaft erbringt primär Verkehrsleistungen im öffentlichen Personennahverkehr (ÖPNV). Dabei bedient sie auf 55 Stadt- und Regionalbuslinien den gesamten Landkreis Barnim sowie die Region Bad Freienwalde im Landkreis Märkisch-Oderland. Dieses Angebot wird täglich durch 166 Mitarbeiter und Auszubildende der Barnimer Busgesellschaft sowie 75 Mitarbeiter der Tochtergesellschaft VSG realisiert.
Es existieren zwei Betriebshöfe in Bad Freienwalde (Landkreis Märkisch-Oderland) und in Bernau (Landkreis Barnim).
Die Fahrzeugflotte besteht aus 120 eigenen Bussen, darunter 14 Obussen. Weitere 23 Fahrzeuge gehören Gelegenheitsgesellschaften. 8,5 Millionen Fahrgäste befördert die Barnimer Busgesellschaft pro Jahr – dabei legen die Busse der BBG 4,6 Millionen Kilometer zurück.

## Linien
Folgende Linien im Stadt- und Regionalverkehr werden von der Barnimer Busgesellschaft bedient (Stand 27. August 2023):

### Raum Eberswalde

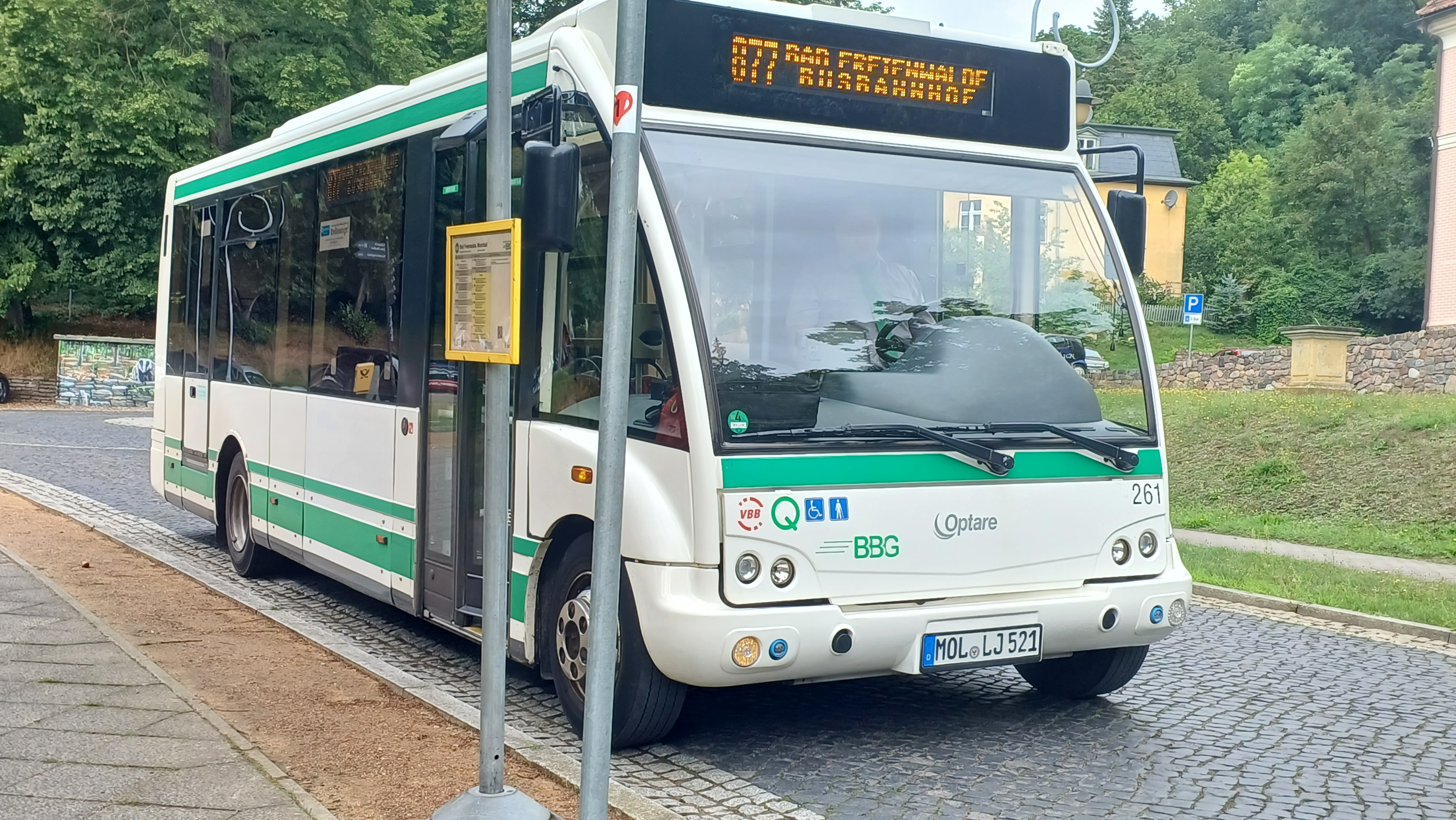
Ein Optare Solo M810L als Linie 877 in Bad Freienwalde Moorbad

| Linie | Fahrtverlauf                                                   | Takt          | Besonderheiten                |
| ----- | -------------------------------------------------------------- | ------------- | ----------------------------- |
| 861   | Nordend ↔ Brandenburgisches Viertel ↔ Kleiner Stern            | 15' (WE 30')  | O-Bus Eberswalde              |
| 862   | Ostend ↔ Brandenburgisches Viertel ↔ Kleiner Stern             | 15' (WE 30')  | O-Bus Eberswalde              |
| 863   | Nordend ↔ Leibnitzviertel ↔ Hauptbhf. ↔ Westend                | Einzelfahrten |                               |
| 864   | Busbhf. ↔ Kleiner Stern ↔ Lichterfelde ↔ Clara-Zetkin-Siedlung | 60' (WE 120') |                               |
| 865   | Busbhf. ↔ Westend ↔ Zoo ↔ Markt ↔ Gropius-Krankenhaus          | 60'           |                               |
| 866   | Busbhf. ↔ Technologie- und Gewerbepark ↔ Clara-Zetkin-Siedlung | 60'           |                               |
| 904   | Groß Väter/Klein Dölln ↔ Groß Schönebeck ↔ Böhmerheide         | Einzelfahrten |                               |
| 905   | Groß Schönebeck ↔ Marienwerder ↔ Finowfurt                     | Einzelfahrten |                               |
| 910   | Südend ↔ Kleiner Stern ↔ Finowfurt                             | 30' (WE 120') |                               |
| 911   | Joachimsthal ↔ Altenhof                                        | Einzelfahrten |                               |
| 912   | Eberswalde ↔ Serwest ↔ Brodowin                                | Einzelfahrten |                               |
| 913   | (Finowfurt↔) Eberswalde (↔Schönholz)↔ Melchow ↔ Biesenthal     | Einzelfahrten |                               |
| 914   | Busbhf. ↔ Waldcampus ↔ Leibnitzviertel ↔ Busbhf.               | 60'/120'      |                               |
| 915   | Eberswalde ↔ Lichterfelde (↔Werbellin) ↔ Altenhof              | 60' (WE 120') |                               |
| 916   | Eberswalde ↔ Niederfinow ↔ Liepe ↔ Oderberg                    | 60'           |                               |
| 917   | Joachimsthal ↔ Eichhorst ↔ Finowfurt                           | 120' (nur WE) | Werbellinseebus               |
| 918   | Eberswalde ↔ Trampe ↔ Grüntal ↔ Werneuchen                     | 60'/120'      |                               |
| 919   | Eberswalde ↔ Schönholz ↔ Melchow ↔ Grüntal                     | Einzelfahrten |                               |
| 920   | Friedrichswalde ↔ Joachimsthal ↔ Groß Ziethen ↔ Angermünde     | Einzelfahrten |                               |
| 921   | Eberswalde ↔ Britz ↔ Joachimsthal ↔ Parlow-Glambeck            | Einzelfahrten |                               |
| 922   | Eberswalde ↔ Britz ↔ Golzow ↔ Senftenhütte                     | 60'/120'      |                               |
| 923   | Eberswalde ↔ Tiefensee ↔ Strausberg                            | Einzelfahrten | wird auch von mobus betrieben |

### Raum Bad Freienwalde
| Linie | Fahrtverlauf                                                | Takt          | Besonderheiten                             |
| ----- | ----------------------------------------------------------- | ------------- | ------------------------------------------ |
| 873   | Bad Freienwalde ↔ Schiffmühle ↔ Hohenwutzen ↔ Hohensaaten   | 60' (WE EF)   |                                            |
| 874   | Bad Freienwalde ↔ Neuenhagen ↔ Bralitz ↔ Oderberg           | 60' (WE EF)   |                                            |
| 875   | Bad Freienwalde ↔ Zäckericker Loose ↔ Altreetz ↔ Wriezen    | Einzelfahrten |                                            |
| 876   | (Wriezen ↔) Thöringswerder ↔ Neulewin ↔ Neubarnim           | 60'           |                                            |
| 877   | Busbahnhof ↔ Scheunenberg ↔ Waldstadt ↔ Moorbad             | 60'/120'      | Stadtbus Bad Freienwalde                   |
| 878   | Bad Freienwalde ↔ Heckelberg ↔ Beiersdorf-Freudenberg       | Einzelfahrten |                                            |
| 879   | Bad Freienwalde ↔ Zollbrücke ↔ Altreetz ↔ Wriezen           | EF (nur WE)   | Oderbus                                    |
| 880   | Wriezen ↔ Metzdorf ↔ Neuhardenberg/Neutrebbin               | Einzelfahrten |                                            |
| 881   | Bad Freienwalde ↔ Cöthen ↔ Hohenfinow ↔ Bad Freienwalde     | Einzelfahrten |                                            |
| 882   | Bad Freienwalde ↔ Heckelberg ↔ Tiefensee ↔ Werneuchen       | Einzelfahrten |                                            |
| 883   | Bad Freienwalde ↔ Falkenberg ↔ Eberswalde                   | Einzelfahrten |                                            |
| 884   | Wriezen ↔ Neulewin ↔ Neutrebbin ↔ Neuhardenberg             | Einzelfahrten |                                            |
| 885   | (Bad Freienwalde ↔) Wriezen ↔ Schulzendorf (MOL) ↔ Prötzel  | 60'           |                                            |
| 886   | Bad Freienwalde ↔ Altranft ↔ Wriezen                        | 60'/120'      |                                            |
| 887   | Bad Freienwalde ↔ Leuenberg ↔ Tiefensee ↔ Werneuchen        | 120'          |                                            |
| 889   | Strausberg ↔ Prötzel ↔ Wriezen ↔ Altranft ↔ Bad Freienwalde | 60' (WE 120') | PlusBus MOL; wird auch von mobus betrieben |

### Raum Bernau
| Linie | Fahrtverlauf                                                                      | Takt          | Besonderheiten                                                  |
| ----- | --------------------------------------------------------------------------------- | ------------- | --------------------------------------------------------------- |
| 390   | S Ahrensfelde → Eiche → Mehrow → S Ahrensfelde                                    | 60'           | wird auch von BVG betrieben                                     |
| 825   | S Bernau ⇄ Wandlitz, Bahnhof ⇄ S Oranienburg                                      | 60'           | PlusBus, wird auch von Oberhavel Verkehrsgesellschaft betrieben |
| 867   | S Zepernick → Musikerviertel → S Zepernick                                        | 60'           |                                                                 |
| 868   | Bernau-Süd ↔ S Bernau ↔ Schönow ↔ S Zepernick                                     | 20' (WE 30')  |                                                                 |
| 869   | Bernau, Bahnhofs-Passage ↔ S Bernau ↔ Ladeburg ↔ Lobetal                          | 60' (WE 120') |                                                                 |
| 870   | Schwanebecker Chaussee ↔ Lindow ↔ S Bernau ↔ Puschkinviertel                      | 60'/20'/40'   | Stadtbus Bernau                                                 |
| 871   | Schwanebeck Schule → Genfer Platz → Dorf → Schule                                 | 120'          |                                                                 |
| 872   | Barnim-Gymnasium ↔ S Bernau-Friedenstal ↔ Zepernick ↔ Schwanebeck                 | 30'/60'       |                                                                 |
| 890   | Bernau ↔ Lanke ↔ Ruhlsdorf (↔ Sophienstädt) ↔ Marienwerder                        | 60' (WE EF)   |                                                                 |
| 891   | (S Bernau ↔) S Bernau-Friedenstal ↔ S Zepernick ↔ Schönerlinde/Mühlenbeck         | 30'/60'       |                                                                 |
| 892   | Bernau ↔ Birkenhöhe ↔ Birkholz ↔ Schwanebeck                                      | 60'/120'      |                                                                 |
| 893   | S Zepernick ↔ S Buch ↔ Klinikum Buch ↔ Lindenberg ↔ Prerower Platz (Berlin)       | 20'           | wird auch von BVG betrieben                                     |
| 894   | S Bernau ↔ Wandlitz ↔ Stolzenhagen                                                | 20'/40'/60'   | PlusBus Barnim                                                  |
| 895   | S Bernau ↔ Blumberg ↔ Seefeld ↔ Werneuchen                                        | 60'           |                                                                 |
| 896   | S Bernau ↔ Rüdnitz ↔ Biesenthal                                                   | 60'           | PlusBus Barnim                                                  |
| 897   | S Bernau ↔ Barnim-Gymnasium ↔ Wandlitz                                            | 10'/20'/60'   |                                                                 |
| 898   | S Bernau ↔ Börnicke ↔ Krummensee ↔ Werneuchen                                     | 60'           |                                                                 |
| 899   | S Zepernick ↔ Schwanebeck ↔ Blumberg                                              | 60'           |                                                                 |
| 900   | S-Bhf. Bernau ↔ Schönow ↔ S Zepernick ↔ Schwanebeck                               | 60'           |                                                                 |
| 901   | Schwanebeck ↔ Lindenberg ↔ Ahrensfelde ↔ Eiche ↔ Mehrow ↔ Blumberg                | 60'           |                                                                 |
| 902   | Groß Schönebeck ↔ Marienwerder ↔ Stolzenhagen ↔ Wandlitz ↔ Basdorf                | Einzelfahrten |                                                                 |
| 903   | Wandlitz ↔ Zühlsdorf ↔ Basdorf ↔ Schönerlinde (↔ Bernau)                          | 60'/120'      |                                                                 |
| 906   | Werneuchen → Hirschfelde → Werneuchen → Wegendorf → Werneuchen                    | 60'/120'      |                                                                 |
| 907   | S Bernau ↔ Albertshof ↔ Schönholz ↔ Tempelfelde ↔ Grüntal ↔ Biesenthal → S Bernau | 60'/120'      |                                                                 |
| 908   | S Bernau ↔ Börnicke (↔ Schönfeld) ↔ Werneuchen                                    | 60'           |                                                                 |
| 909   | S Bernau (↔ Lobetal ↔ Grüntal) ↔ Biesenthal ↔ Lanke ↔ Wandlitz                    | Einzelfahrten |                                                                 |

## Fuhrpark
Der Fuhrpark der Barnimer Busgesellschaft besteht aus folgenden Bustypen
- IVECO Crossway LE Line 12M
- MAN A20 NÜ313
- MAN A20 Lion’s City Ü NÜ323
- MAN A23 Lion’s City G NG363
- MAN A37 Lion’s City NL283
- MAN R12 Lion’s Regio ÜL324
- MAN 12C Lion’s City NL330 EfficientHybrid
- Mercedes-Benz Intouro II
- Mercedes-Benz Intouro III
- Mercedes-Benz O530 Citaro Ü
- Mercedes-Benz O530 Citaro Facelift
- Mercedes-Benz O530 Citaro Facelift Ü
- Mercedes-Benz Citaro C2
- Mercedes-Benz Citaro C2 GÜ
- Mercedes-Benz Citaro C2 LE Ü
- Optare Solo
- Setra S319NF
- Setra S415GT
- Škoda 706 RTO
- Solaris InterUrbino 12,8
- Solaris Urbino IV 18
- Solaris Trollino 18
- Van Hool A12 Fuel Cell